# Universidade Nacional de Cuyo

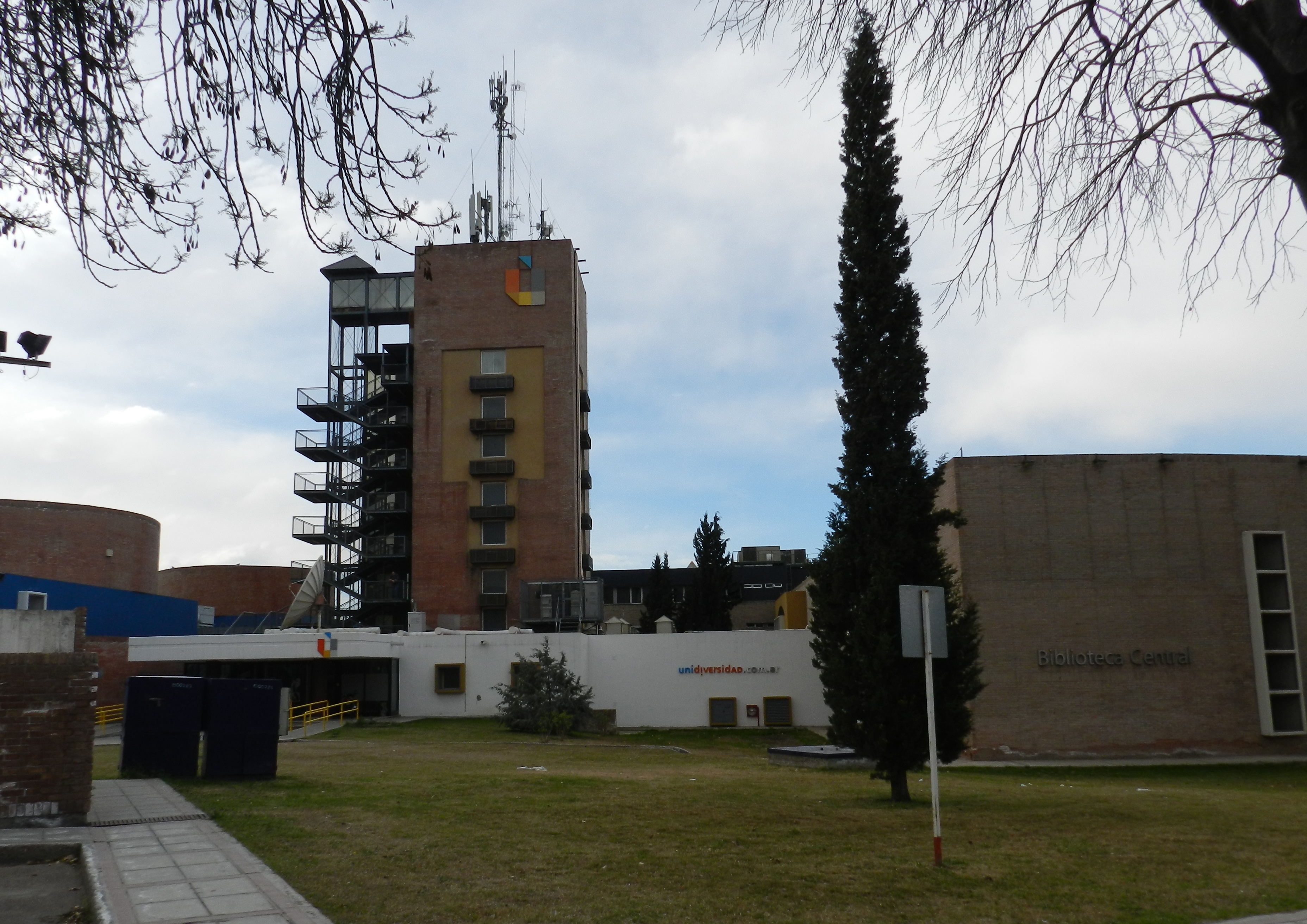

A Universidade Nacional de Cuyo (Universidad Nacional de Cuyo, UNCuyo) é considerado o maior centro de educação superior da província de Mendoza, República Argentina.
A UNCuyo foi fundada em 21 de março de 1939 através do decreto Nº 20.971 do Poder Executivo Nacional. Foi criada para oferecer serviços educativos na região de Cuyo, que comprende as províncias de Mendoza, San Juan e San Luis. Esta ligação regional se manteve até 1973, ano em que cada província constituiu sua própria universidade ( a Universidade Nacional de San Juan e a Universidade Nacional de San Luis, respectivamente ) sobre a base das faculdades e escolas que já existiam nestas províncias. A Universidade Nacional de Cuyo concentrou seu trabalho nos centros educacionais com sede em Mendoza, além do Instituto Balseiro, que funciona na cidade de Bariloche, província de Río Negro.
Atualmente conta com 12 unidades acadêmicas com assento na cidade Mendoza e delegação em San Rafael (província de Mendoza), além do Instituto Balseiro que funciona na cidade de San Carlos de Bariloche (província de Río Negro). Também conta com o Instituto Tecnológico Universitário que oferece educação técnica a quatro cidades da província de Mendoza. Também presta serviços educativos de Nível Polimodal através de cinco colégios e, ainda, conta com um departamento de ensino de níveis primário e secundário.